# Demetri (fill d'Altèmenes)
Demetri (en llatí Demetrios, en grec antic Δημήτριος), fill d'Altèmenes, fou un militar macedoni, que va ser comandant d'un esquadró de cavalleria sota Alexandre el Gran. El menciona Arrià.